# 周远清
周远清（1939年5月—），男，湖南桂东人，中国高等教育专家，曾任清华大学副校长，教育部副部长，中国高等教育学会会长等职。

## 生平
1965年毕业于清华大学。